# Aleksandar Andrejević
Aleksandar Andrejević (Kirin Serbia: Александар Андрејевић; sinh ngày 28 tháng 3 năm 1992) là một hậu vệ bóng đá Serbia thi đấu cho Proleter Novi Sad.